# Нью-Сейлем (Північна Дакота)
Нью-Сейлем (англ. New Salem) — місто (англ. city) в США, в окрузі Мортон штату Північна Дакота. Населення — 973 особи (2020).

## Географія
Нью-Сейлем розташований за координатами 46°50′39″ пн. ш. 101°25′5″ зх. д. / 46.84417° пн. ш. 101.41806° зх. д. (46.844091, -101.417967).  За даними Бюро перепису населення США в 2010 році місто мало площу 3,81 км², з яких 3,78 км² — суходіл та 0,03 км² — водойми. В 2017 році площа становила 3,62 км², з яких 3,59 км² — суходіл та 0,03 км² — водойми.

### Клімат
| Клімат : Нью-Сейлем                                                                  | Клімат : Нью-Сейлем | Клімат : Нью-Сейлем | Клімат : Нью-Сейлем | Клімат : Нью-Сейлем | Клімат : Нью-Сейлем | Клімат : Нью-Сейлем | Клімат : Нью-Сейлем | Клімат : Нью-Сейлем | Клімат : Нью-Сейлем | Клімат : Нью-Сейлем | Клімат : Нью-Сейлем | Клімат : Нью-Сейлем | Клімат : Нью-Сейлем |
| Показник                                                                             | Січ.                | Лют.                | Бер.                | Квіт.               | Трав.               | Черв.               | Лип.                | Серп.               | Вер.                | Жовт.               | Лист.               | Груд.               | Рік                 |
| Абсолютний максимум, °C                                                              | 16,7                | 20,0                | 29,4                | 33,9                | 40,6                | 43,3                | 48,3                | 42,2                | 41,1                | 35,6                | 27,8                | 18,9                | 48,3                |
| Середній максимум, °C                                                                | −6,1                | −3,4                | 3,2                 | 12,8                | 19,7                | 24,6                | 29,2                | 28,6                | 22,4                | 14,7                | 4,1                 | −3,3                | 12,3                |
| Середній мінімум, °C                                                                 | −17,9               | −15,2               | −8,8                | −1,4                | 4,7                 | 10,2                | 13,3                | 11,9                | 6,4                 | 0,1                 | −7,6                | −14,5               | −1,5                |
| Абсолютний мінімум, °C                                                               | −41,7               | −40,6               | −34,4               | −25,6               | −12,2               | −5,6                | 0,0                 | −1,1                | −12,2               | −23,3               | −32,2               | −40                 | −41,7               |
| Норма опадів, мм                                                                     | 12                  | 12                  | 20                  | 38                  | 60                  | 86                  | 59                  | 48                  | 36                  | 25                  | 14                  | 12                  | 422                 |
| Днів з опадами                                                                       | 6                   | 5                   | 6                   | 7                   | 9                   | 10                  | 8                   | 7                   | 6                   | 5                   | 5                   | 6                   | 80,0                |
| Днів зі снігом                                                                       | 6                   | 6                   | 5                   | 2                   | 0                   | 0                   | 0                   | 0                   | 0                   | 1                   | 4                   | 6                   | 30,0                |
| ------------------------------------------------------------------------------------ | ------------------- | ------------------- | ------------------- | ------------------- | ------------------- | ------------------- | ------------------- | ------------------- | ------------------- | ------------------- | ------------------- | ------------------- | ------------------- |
| Джерело: WRCC https://wrcc.dri.edu/cgi-bin/cliMAIN.pl?nd6365, Snow days from Nowdata |                     |                     |                     |                     |                     |                     |                     |                     |                     |                     |                     |                     |                     |

## Демографія
Згідно з переписом 2010 року, у місті мешкало 946 осіб у 404 домогосподарствах у складі 241 родини. Густота населення становила 248 осіб/км².  Було 449 помешкань (118/км²).
Расовий склад населення:
| - 96,4 % — білих - 2,3 % — корінних американців - 0,1 % — азіатів |

До двох чи більше рас належало 1,1 %. Частка іспаномовних становила 1,2 % від усіх жителів.
За віковим діапазоном населення розподілялося таким чином: 20,9 % — особи молодші 18 років, 49,4 % — особи у віці 18—64 років, 29,7 % — особи у віці 65 років та старші. Медіана віку мешканця становила 48,2 року. На 100 осіб жіночої статі у місті припадало 90,3 чоловіків;  на 100 жінок у віці від 18 років та старших — 86,5 чоловіків також старших 18 років.
Середній дохід на одне домашнє господарство  становив 68 734 долари США (медіана — 50 750), а середній дохід на одну сім'ю — 94 127 доларів (медіана — 69 792). За межею бідності перебувало 8,1 % осіб, у тому числі 4,2 % дітей у віці до 18 років та 16,2 % осіб у віці 65 років та старших.
Цивільне працевлаштоване населення становило 409 осіб. Основні галузі зайнятості: освіта, охорона здоров'я та соціальна допомога — 31,3 %, роздрібна торгівля — 9,5 %, мистецтво, розваги та відпочинок — 8,6 %, сільське господарство, лісництво, риболовля — 7,8 %.